# Citharichthys cornutus
Citharichthys cornutus är en fiskart som först beskrevs av Albert Günther, 1880.  Citharichthys cornutus ingår i släktet Citharichthys och familjen Paralichthyidae. Inga underarter finns listade i Catalogue of Life.